# Iphigénie en Tauride (Piccinni)
Iphigénie en Tauride è una tragédie lyrique di Niccolò Piccinni, su libretto di Alphonse du Congé Dubreuil tratto dalla tragedia omonima di Claude Guimond de La Touche (1757).
Fu rappresentata il 23 gennaio 1781 all'Opéra di Parigi, un anno e otto mesi dopo l'omonima opera del rivale Gluck.
Nel 1778 era stato il sovrintendente del massimo teatro parigino, De Vismes du Valgay, a chiedere a Gluck e Piccinni - i due compositori che incarnavano a Parigi le due scuole melodrammatiche dominanti - di sfidarsi sul terreno del soggetto classico dell'Ifigenia in Tauride.
Il lavoro del musicista italiano subì un rallentamento decisivo a causa del libretto, la cui debolezza drammaturgica si rendeva evidente man mano che la composizione procedeva. A rimaneggiarlo ci pensò l'amico Pierre-Louis Ginguené.

Nel frattempo il trionfo dell'opera di Gluck, il 18 maggio 1779, costituì un ulteriore intralcio alla messa in scena del lavoro gemello di Piccinni, il quale prudentemente attese un anno e mezzo prima di affrontare il confronto.
Alla prima assoluta la musica fu apprezzata, ma l'opera non ebbe un particolare successo.
In tempi moderni, l'Iphigénie en Tauride di Piccinni è stata ripresa per la volta al Teatro Petruzzelli di Bari il 6 dicembre 1986, diretta da Donato Renzetti. Il Teatro dell'Opera di Roma l'ha invece messa in scena nel 1991, per la regia di Luca Ronconi e con Katia Ricciarelli nei panni della protagonista.

## Personaggi e interpreti

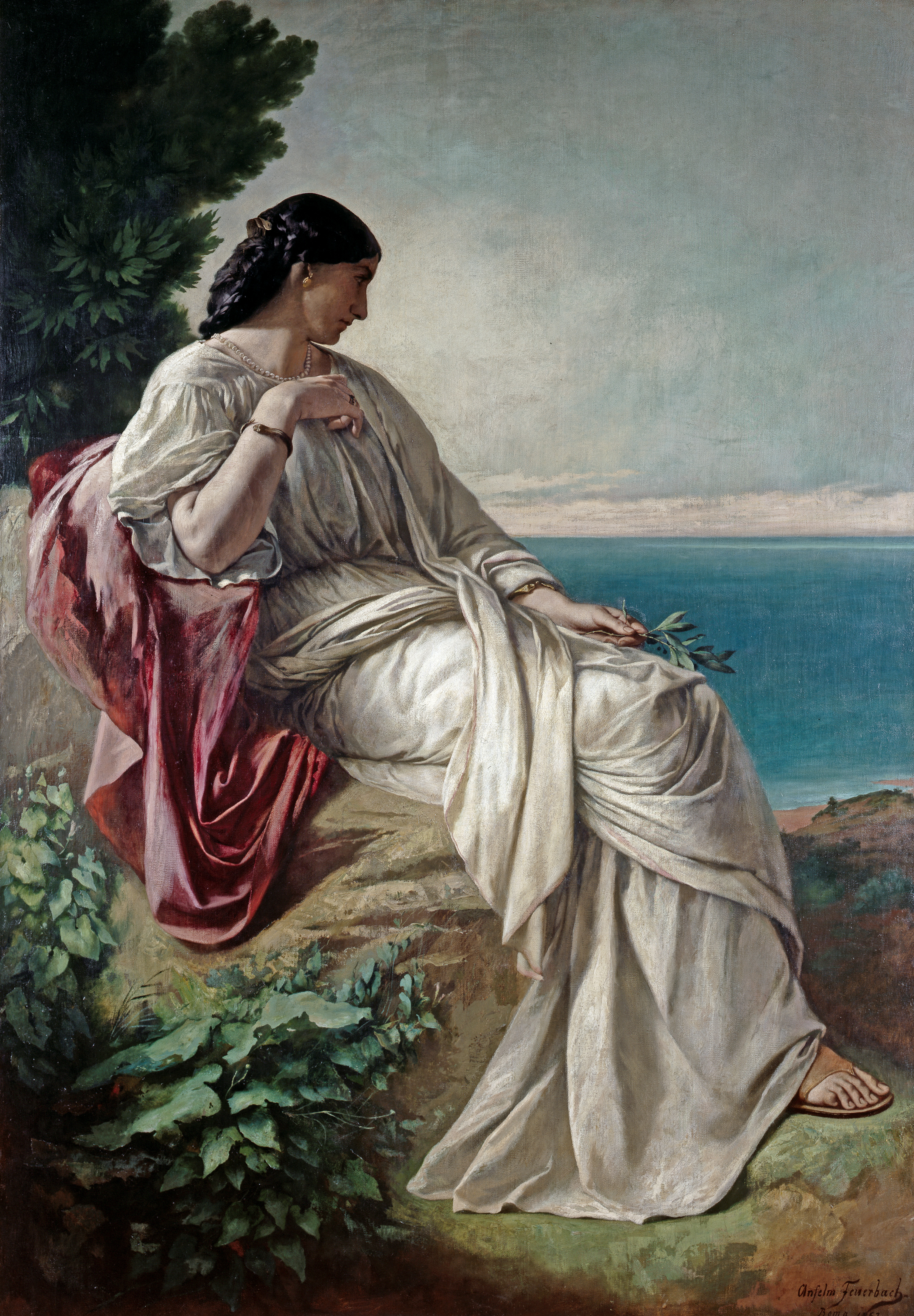
Iphigenie (1862) by Anselm Feuerbach

| Personaggio                                 | Tipologia vocali              | Interpreti della prima: 23 January 1781 (Direttore: Jean-Baptiste Rey) |
| ------------------------------------------- | ----------------------------- | ---------------------------------------------------------------------- |
| Iphigénie (Ifigenia), Sacerdotessa di Diana | soprano                       | Marie-Joséphine Laguerre                                               |
| Oreste                                      | basse-taille (basso-cantante) | Henri Larrivée                                                         |
| Pylade (Pilade)                             | haute-contre                  | Joseph Legros                                                          |
| Thoas (Toante), re della Scizia             | basse-taille (basso-cantante) | Moreau                                                                 |
| Elise, confidente di Iphigénie              | soprano                       | Suzanne Joinville                                                      |
| Uno scita                                   | tenore                        | Étienne Lainez                                                         |
| Una scita                                   | soprano                       | Anne-Marie Jeanne Gavaudan, l'ainée (la maggiore)                      |
| Altro scita                                 | baritono                      | François Laïs (o Lays)                                                 |
| Diane (Diana)                               | soprano                       | M.lle Chateauvieux                                                     |
| Sacerdotesse                                | soprani                       | M.lles Rozalie, Audinot, Deslions, Thaunat, Dubuisson, Josephine       |
| Gente della Scizia                          | soprani/?                     | M.lle Chateauvieux, Gertrude Girardin; Messieurs Blery e Royer         |